# MS-DOS
MS-DOS (sigla di Microsoft Disk Operating System, in italiano solitamente letto "emme esse dòs") è un sistema operativo di Microsoft, non più in produzione, dedicato ai personal computer con microprocessore x86. Commercializzato dal 1982 al 2000, fu il principale esponente della famiglia di sistemi operativi DOS utilizzata nei PC IBM e compatibili, che negli anni ottanta arrivarono a rappresentare l'80% del mercato mondiale. Fino all'avvento di Windows 95, uscito nel 1995, è stato il sistema operativo per computer più diffuso al mondo.

## Storia
Nell'ottobre del 1980 IBM stava cercando un sistema operativo per il suo nuovo personal computer, il PC IBM, e si rivolse alla Digital Research di Gary Kildall, già autore del CP/M che allora era lo standard per i microcomputer. I negoziati però fallirono perché la IBM offriva il pagamento di una licenza fissa di 250.000 dollari indipendentemente dal numero di copie del sistema operativo realizzate, mentre Digital Research voleva un accordo basato sul pagamento di una royalty per ogni singola copia realizzata.
Continuando la ricerca, IBM chiese alla Microsoft di Bill Gates e Paul Allen - che allora produceva principalmente linguaggi di programmazione come il Microsoft BASIC - la quale prese contatti con la Seattle Computer Products (SCP) che pochi mesi prima aveva scritto un clone a 16 bit del CP/M chiamato QDOS (Quick & Dirty Operating System), poi distribuito come 86-DOS, per i Gazelle, dei microcomputer che stava producendo, basati sull'8086 e sul bus S-100. Dopo una veloce revisione dei sorgenti, che consistevano in circa 4000 linee di codice assembly, il tutto fu mandato alla IBM per una valutazione.
IBM rimase soddisfatta, quindi Microsoft acquisì i diritti dell'86-DOS dalla SCP nel luglio 1981. Il mese dopo la prima versione di MS-DOS era sul mercato; IBM però, avendola sottoposta a un esteso controllo di qualità e avendo trovato oltre 300 bug, ne riscrisse alcune parti e ne cambiò il nome in PC-DOS 1.0 e entrambe le versioni furono licenziate congiuntamente da Microsoft e da IBM. Le versioni successive furono licenziate separatamente, da Microsoft come MS-DOS e da IBM come PC-DOS, in genere in coincidenza con l'uscita sul mercato di una nuova linea di personal computer.
Inizialmente non era obbligatorio comprare una copia di MS-DOS insieme ai PC IBM, ma si poteva scegliere fra alcuni sistemi operativi come il CP/M-86 (poi DR-DOS), l'UCSD p-System, l'IBM PC-DOS, lo XENIX (cioè lo UNIX di AT&T con licenza acquistata e riadattato da Microsoft per i microcomputer). Tuttavia il prezzo del CP/M era di 240 dollari, quello del p-System di poco meno, mentre l'MS-DOS costava 39,95 dollari, rendendolo una scelta praticamente preferibile in molti ambiti. La pratica di vendere l'MS-DOS e il PC-DOS solo insieme a un PC iniziò a partire dalla vendita degli AT/339, con la versione 3.0 del DOS.
Fino alla versione 3.1 di Microsoft Windows l'MS-DOS era il sistema operativo con il quale il computer si avviava e Windows veniva esplicitamente caricato dall'utente successivamente; a partire da Windows 95, il processo di avvio del sistema IBM-compatibile venne modificato in modo da caricare l'MS-DOS e, in automatico, Windows. Ciò venne fatto per mantenere la retrocompatibilità con i programmi DOS, ma dando anche all'utente l'impressione di un ambiente totalmente grafico (viene visto in tal senso l'artificio di visualizzare una schermata grafica con il logo di Windows 95 durante l'avvio di MS-DOS). L'ultimo sistema operativo installabile tramite il DOS fu Windows XP Service Pack 1.
A differenza della linea di prodotti da Windows 95 a Windows Me, detta Win9x (basata su MS-DOS a 16 bit ma con un numero di componenti via via maggiore a 32 bit e non basati su DOS), la nuova linea Windows NT nacque sin dalla versione 3.1 non retrocompatibile, totalmente a 32 bit e priva di reale supporto MS-DOS (il prompt dei comandi fornito era in effetti un applicativo Win32 che emulava una console e i principali comandi DOS, senza però inglobare nulla del precedente sistema operativo). MS-DOS è stato reso definitivamente obsoleto con la nascita di Windows XP, prima versione della linea di prodotti NT orientata al mercato consumer. Oggi Windows fornisce un limitato sottosistema DOS (NTVDM) che però, a partire da Windows Vista, non supporta neanche la modalità a schermo intero necessaria per eseguire gran parte dei giochi per DOS. Pertanto, l'emulazione del vecchio sistema è demandata a programmi di terze parti di livello utente, il più noto dei quali è DOSBox.
Il 26 marzo 2014 Microsoft concede al Computer History Museum di pubblicare, sotto una licenza ad uso esclusivamente consultativo e non commerciale, i sorgenti delle versioni 1.1 e 2.0 di MS-DOS. A fine 2018 i sorgenti condivisi quattro anni prima vengono ripubblicati da Microsoft sul portale GitHub sotto licenza MIT.
Il 25 aprile 2024 Microsoft pubblica anche i sorgenti di MS-DOS 4.0 su GitHub sempre con licenza MIT.

## Caratteristiche

### Architettura
MS-DOS era un sistema operativo monoutente e monotask, cioè capace di far lavorare un solo utente che poteva utilizzare un solo programma alla volta. Il mercato sviluppò, sfruttando una peculiarità del meccanismo di esecuzione dei programmi di DOS, i cosiddetti TSR (Terminate and Stay Resident, termina e resta residente): programmi che, una volta caricati, restituivano il controllo alla shell senza però liberare la memoria allocata e, sovente, assumendo il controllo della tastiera o di un altro dispositivo, in modo da poter essere in qualche modo invocati dall'utente. Ciò consentiva una sia pur elementare simulazione di multitasking, anche se la pratica dimostrò che due o più TSR entravano spesso in conflitto o causavano instabilità al sistema.
I principali limiti del DOS sono stati la limitazione a 640KB di RAM, la mancanza di supporto per la rientranza, l'architettura esclusivamente a 16 bit e il fatto che ogni processo, una volta avviato, avesse il controllo totale del sistema. Tali limitazioni erano dovute a scelte progettuali, basate sulle limitazioni del primo PC IBM; essendo strutturali, questi limiti non furono in seguito superabili. Divenuti presto evidenti per la rapidissima evoluzione tecnologica di quegli anni, questi limiti vennero poi aggirati con stratagemmi software come i gestori di memoria EMS e XMS, e i cosiddetti DOS extender che gestivano il funzionamento a 32 bit in modalità protetta, che MS-DOS non poteva supportare. Tuttavia non si trattava di modifiche strutturali al SO: in ogni caso la gestione del file system e la risposta agli interrupt restavano comunque in mano al vecchio MS-DOS e soffrivano dei suoi limiti.
Alla fine, la Microsoft fu costretta ad abbandonare l'MS-DOS e scrivere da zero una nuova famiglia di sistemi operativi, cioè le varie versioni di Windows NT.
Il codice eseguibile fondamentale del DOS era contenuto in due file dal nome IO.SYS e MSDOS.SYS. Il primo conteneva le routine di servizio degli interrupt e la gestione delle periferiche fisiche e caricava il secondo, che conteneva il gestore di periferiche logiche e il gestore del file system FAT. MSDOS.SYS caricava a sua volta il COMMAND.COM, la shell interprete dei comandi. I file dovevano occupare le prime due posizioni nella File Allocation Table del disco ed essere contingui. Sul PC-DOS i file si chiamavano rispettivamente IBMBIO.COM e IBMDOS.COM ma svolgevano le medesime mansioni. Altri file di sistema rilevanti erano CONFIG.SYS e AUTOEXEC.BAT: il primo si occupava della configurazione dei dispositivi (periferiche) e delle applicazioni; il secondo, invece, era un eseguibile di tipo batch che gestiva i comandi automatici all'avvio del sistema. Tutti questi file di sistema si trovavano nella directory principale del disco di avvio.

### Interfaccia dell'utente
L'interfaccia standard di MS-DOS, un'interfaccia a riga di comando, era una shell (chiamata command), come su tutti i sistemi dell'epoca. In seguito divennero disponibili altre interfacce utente, basate su menu testuali (come, ad esempio, Norton Commander) o grafiche, come il GEM e le prime versioni di Microsoft Windows fino alla 3.11.

### Memoria RAM
La memoria RAM nel MS-DOS viene suddivisa in:
- memoria convenzionale (o memoria base), che indica i primi 640 Kilobyte di memoria, che sono gli unici che il sistema è in grado di utilizzare in maniera nativa. Questa rappresenta la prima quantità di memoria massima allocabile dal processore, in quanto il resto, 360 kB, era usata per altri scopi.
- memoria espansa, che rappresenta la memoria compresa tra i primi 640 kB ed il primo Megabyte. Questa può essere visualizzata solo attraverso una finestra di 64 Kb e per essere utilizzata è necessario un apposito tipogestore denominato Expanded Memory Specification (Uno dei più famosi è ad esempio EMM386).
- memoria estesa, che indica la parte di memoria successiva al primo Megabyte in un PC IBM o compatibile con una CPU 80286 o successiva.[9]

## Versioni
| Versione        | Data di distribuzione | Note |
| --------------- | --------------------- | --- |
| MS-DOS 1.0      | 1981                  | Supporta solo floppy disk da 160 kB |
| MS-DOS 1.24     | giugno 1982           | come il PC DOS 1.10 |
| MS-DOS 1.25     | luglio 1982           | prima release non IBM del PC DOS: la storia dell'MS-DOS propriamente detto inizia da qui |
| MS-DOS 2.0      | 1983                  | supporto per disco fisso e cartelle annidate |
| MS-DOS 2.01     | maggio 1983           | supporto iniziale per l'internazionalizzazione (comando COUNTRY) |
| MS-DOS 2.11     | dicembre 1983         | una via di mezzo tra MS-DOS 2.01 e PC DOS 2.10 |
| MS-DOS 2.12     | 1983                  | versione speciale per TI pro |
| MS-DOS 3.0      | 1984                  | supporto disco fisso migliorato, supporto rete |
| MS-DOS 3.05     | novembre 1984         | prima release non IBM di PC DOS versione 3 |
| MS-DOS 3.25     | ottobre 1985          | esteso il supporto alle lingue straniere |
| MS-DOS 4.0      | aprile 1986           | lanciato solo in Europa; introdotto il multitasking con prelazione e della gui MS-DOS Shell; molto instabile e pieno di bug viene ritirato dal mercato poco tempo dopo.                                                 |
| MS-DOS 3.31     | novembre 1987         | supporto per partizioni maggiori di 32 MB; versioni diverse da parte di vari OEM |
| MS-DOS 2.11R    | 1988                  | versione bootabile da ROM per i PC Tandy |
| MS-DOS 4.01     | dicembre 1988         | corregge molti bug della catastrofica versione 4.0 ma è ancora instabile. Nuova shell testuale, supporto per partizioni più grandi.                                                                                     |
| MS-DOS 3.21R.85 | settembre 1989        | ROM DOS, supporta il Flash file system per i portatili |
| MS-DOS 3.3R     | 1990                  | ROM DOS, versione per i portatili TI |
| MS-DOS 5.0      | giugno 1991           | introdotto l'uso della memoria alta; possibilità di usare fino a 8 hard disk; supporto ai floppy disk da 2,88 MB; versione decisamente più stabile e robusta delle precedenti. Nuovo editor di testo potenziato (Edit). |
| MS-DOS V        | febbraio 1993         | versione per il mercato giapponese con supporto per i caratteri Kanji a 16 bit |
| MS-DOS 6.0      | marzo 1993            | compressione del disco on the fly (Doublespace); configurazioni multiple in AUTOEXEC.BAT e CONFIG.SYS. Memmaker per ottimizzazione memoria, Scandisk evoluzione di Chkdsk, gestione antivirus.                          |
| MS-DOS 6.20     | settembre 1993        | Doublespace riscritto per perdite di dati che occasionalmente causava |
| MS-DOS 6.21     | febbraio 1994         | Doublespace rimosso dopo che la Stac Electronics aveva vinto la causa per violazione di copyright |
| MS-DOS 6.22     | maggio 1994           | nuovo software di compressione del disco (Drivespace); ultima versione di DOS stand-alone. |
| MS-DOS 7.0      | agosto 1995           | incorporata in Windows 95, introdotto il supporto al VFAT che consente l'uso di nomi di file lunghi |
| MS-DOS 7.10     | agosto 1996           | incorporata in Windows 95B OSR2 e Windows 98, introdotto il supporto al file system FAT32 |
| MS-DOS 8.0      | settembre 2000        | ultima versione di MS-DOS; incorporata in Windows Me. |
| MS-DOS          | 31 dicembre 2001      | Fine del supporto |

### Cloni

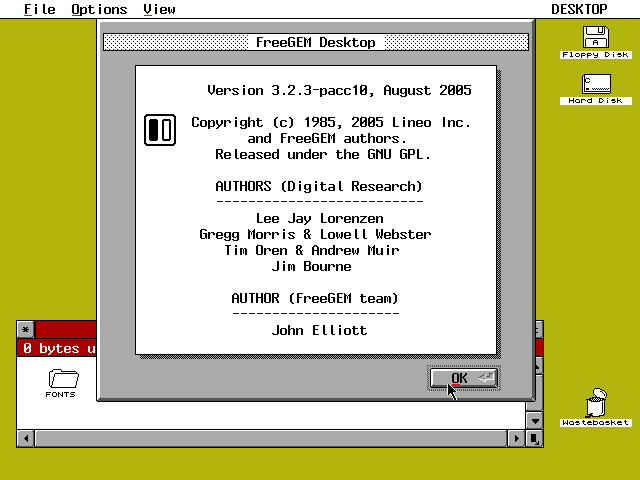
Screenshot di FreeGEM

Dato il grande successo e la longevità del DOS, ci sono moltissimi sistemi operativi compatibili con varie versioni dell'MS-DOS o che cercano di estenderne le funzioni, alcuni commerciali, alcuni gratuiti, altri addirittura open source.
Cloni commerciali:
- MultiUserDOS-7 Gold
- DR Multiuser-DOS
- SuperDOS

Cloni:
- DR-DOS

Cloni gratuiti:
- OpenDOS
- DOS-C
- TR-DOS

Cloni open source:
- FreeDOS
- FreeGEM DOS

## Software
Il software per MS-DOS coincide sostanzialmente con il software per DOS, i due nomi venivano e vengono spesso usati in modo intercambiabile. Grazie al successo dei PC e compatibili, gli applicativi per MS-DOS ebbero enorme diffusione fino all'avvento dei sistemi Windows 9x, dominando presto l'ambito serio e professionale, e dagli anni '90 dominando anche il campo dei videogiochi per computer.